# Neophoneus
Neophoneus is een vliegengeslacht uit de familie van de roofvliegen (Asilidae).

## Soorten
- N. amandus (Walker, 1849)
- N. flavotibius (Bigot, 1878)
- N. mustela Hermann, 1912
- N. servillei (Macquart, 1838)